# Weißenstein (Shackleton Range)
Der Weißenstein ist ein zum Teil aus weißem Marmor bestehender Nunatak in der Shackleton Range, einem Teil des Transantarktischen Gebirges im Coatsland östlich des Filchner-Ronne-Schelfeises.
Im Pioneers Escarpment ragt er zwischen Mummery-Kliff und Whymper Spur aus dem Eis.
Der Berg wurde von Teilnehmern der Expedition GEISHA (Geologische Expedition in die Shackleton Range) des Alfred-Wegener-Instituts im Südsommer 1987/1988 deskriptiv benannt.
Dieser und weitere sieben Namensvorschläge von GEISHA wurden zusammen mit sieben Vorschlägen aus den Expeditionen GANOVEX V und VII am 9./10. Mai 1994 vom Deutschen Landesausschuss für das Scientific Committee on Antarctic Research (SCAR) und für das International Arctic Science Committee (ISAC) bestätigt und ans SCAR gemeldet.